# Сојер (Северна Дакота)
Сојер (енгл. Sawyer) град је у америчкој савезној држави Северна Дакота.

## Демографија
По попису из 2010. године број становника је 357, што је 20 (-5,3%) становника мање него 2000. године.
| Група             | 2000.       | 2010.       |
| Белци             | 368 (97,6%) | 345 (96,6%) |
| Афроамериканци    | 0 (0,0%)    | 1 (0,3%)    |
| Азијати           | 4 (1,1%)    | 1 (0,3%)    |
| Хиспаноамериканци | 4 (1,1%)    | 3 (0,8%)    |
| Укупно            | 377         | 357         |